# Lycosa guayaquiliana
Lycosa guayaquiliana là một loài nhện trong họ Lycosidae.
Loài này thuộc chi Lycosa. Lycosa guayaquiliana được Cândido Firmino de Mello-Leitão miêu tả năm 1939.